# Індіанське морозиво (Канада)
Індіанське морозиво, також відоме як sxusem (вим. «s-khusem»Шаблон:Needs IPA), це канадський збитий кондитерський виріб, виготовлений з мильної ягоди (Shepherdia canadensis) та інших різноманітних фруктів; його їли як традиційний десерт багато корінних народів. Було припущено, що вперше його виготовили на території Інтеріор Саліш у Британській Колумбі, яка розташовувалася у верхніх басейнах річок Колумбія та Фрейзер, і включав такі племена, як колумбія, лілует та шусвап серед інших.

## Інгредієнти
Типовий список інгредієнтів для індіанського морозива включає:
- мильні ягоди
- води
- якийсь підсолоджувач

Цукор додається в міру необхідності; гіркота або солодкість ягід може сильно відрізнятися між кущами, при цьому гіркі ягоди вимагають додавання більшої кількості цукру.

## Мильна ягода

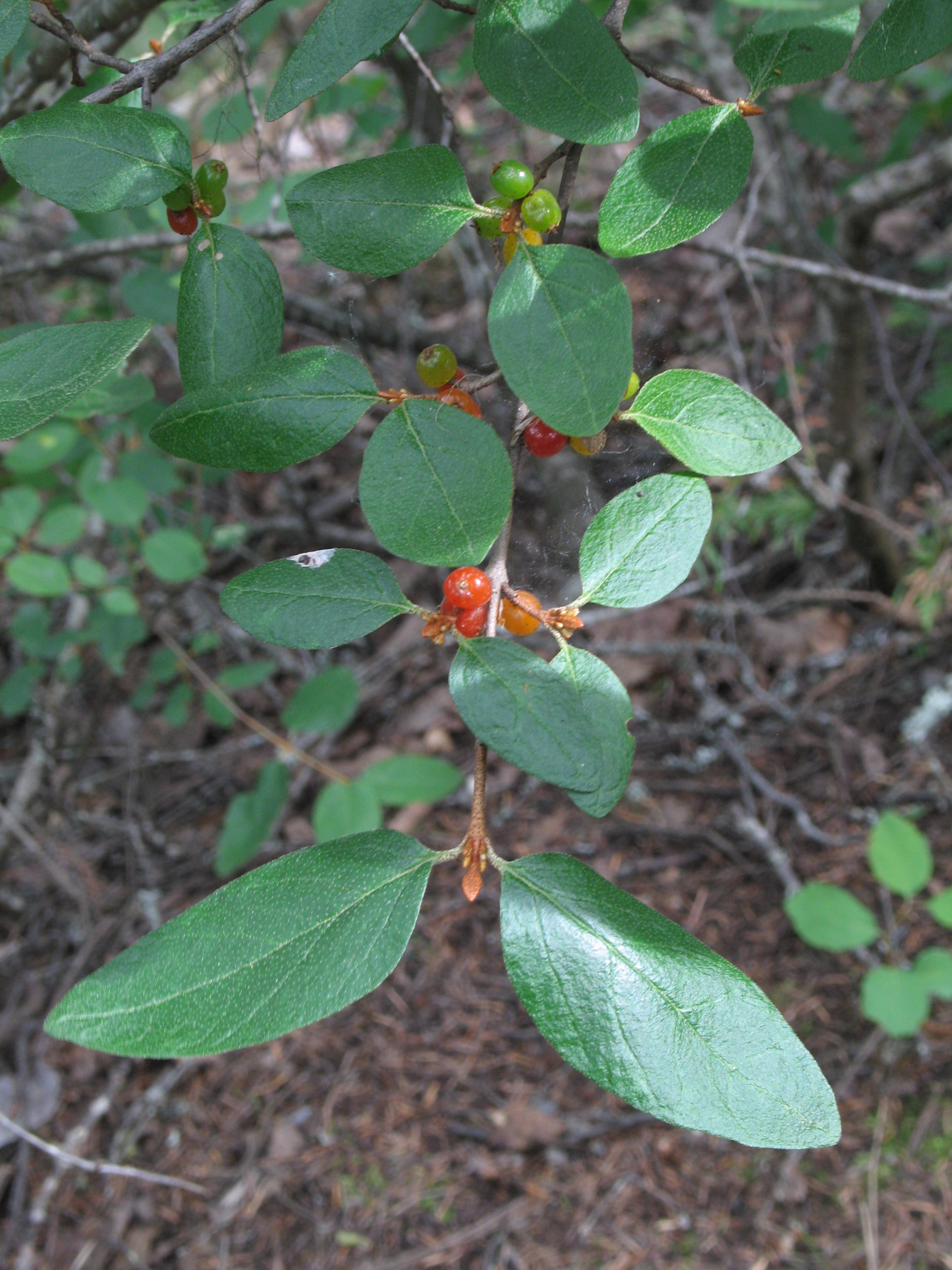
Шефердія канадська РФ

Кущ мильної ягоди зазвичай описується як невелике або середнє листопадне дерево з широкою верхівкою до 30 футів (макс. 45 футів) з перисто-складними листками, кистями квітів і жовтуватими напівпрозорими плодами. Мильна ягода відноситься до сімейства Elaeagnaceae. Зазвичай вони розкидані по всій території Сполучених Штатів (але рідко бувають у великій кількості) на широкому діапазоні ґрунтів, уздовж дна струмків, лісових околиць та порушених територій; південний захід США, південно-центральні рівнини; північна Мексика.
Неспоріднені рослини з роду Sapindus виробляють високотоксичні сапоніни і мають загальну назву мильна ягода з їстівною канадською буйволовою ягодою. Інші назви цієї мильної ягоди:
- Західна мильна ягода
- дикий Китай (-ягода)
- Індіанський миловарний завод
- jaboncilio
- амоле де боліта
- Канадська буйволова ягода
- червоно-червоний буйвол
- пінний
- soopolallie
- черіоні[3]

## Підсолоджувачі

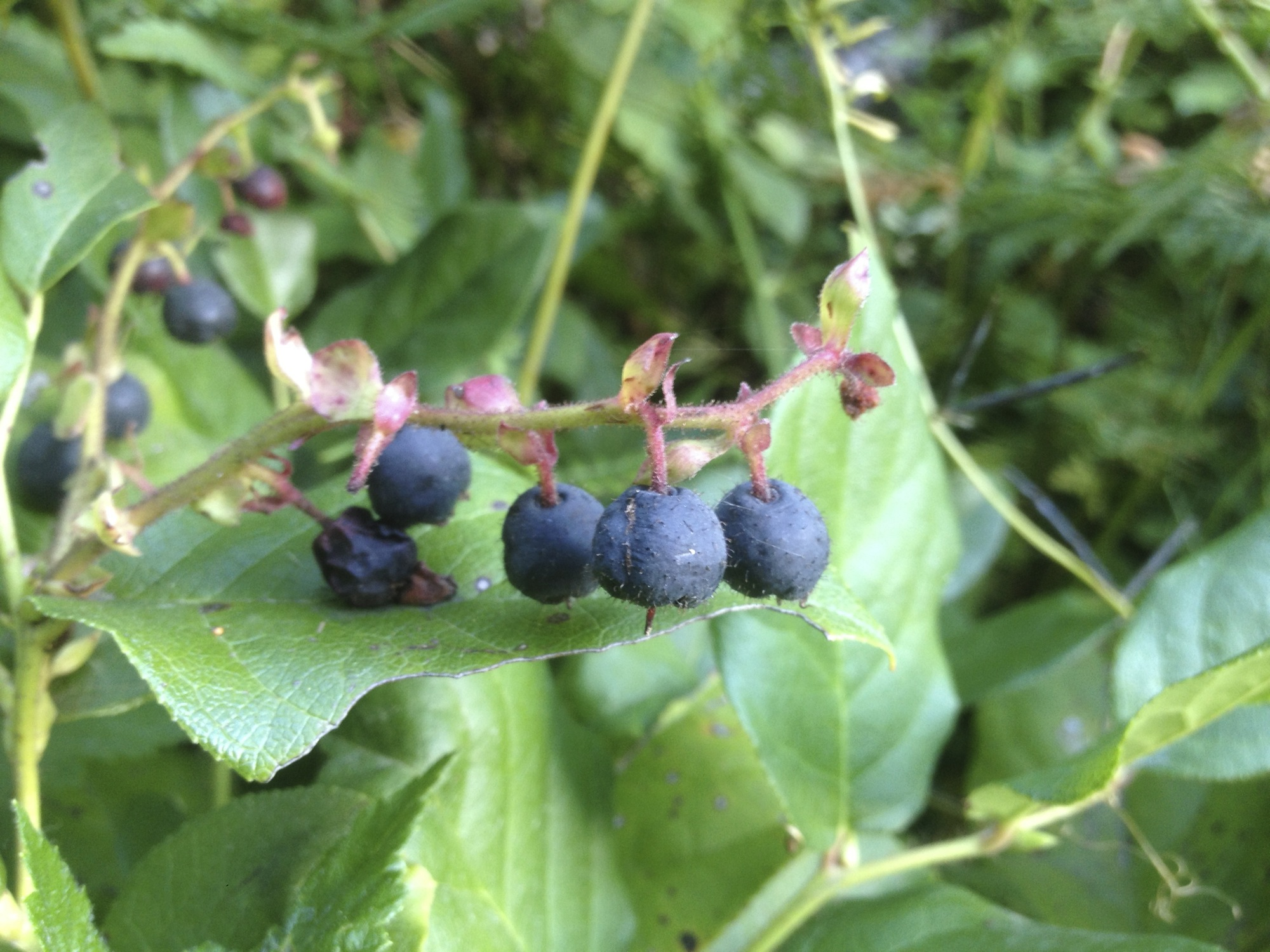
Салальні ягоди

### Солодкі ягоди

#### Салальні ягоди
Одним із найпоширеніших підсолоджувачів індіанського морозива були ягоди салалу (Gaultheria shalon). Головна причина в тому, що вони завжди були доступні і завжди мали солодкий смак.

#### Наперсточки
Rubus parviflorus, найбільш відомий як наперсток, був широко зібраний народами корінних народів через його чудовий солодкий смак. Їх додавали в чаї або тістечка і, звичайно, в індіанське морозиво.

### М'які підсолоджувачі

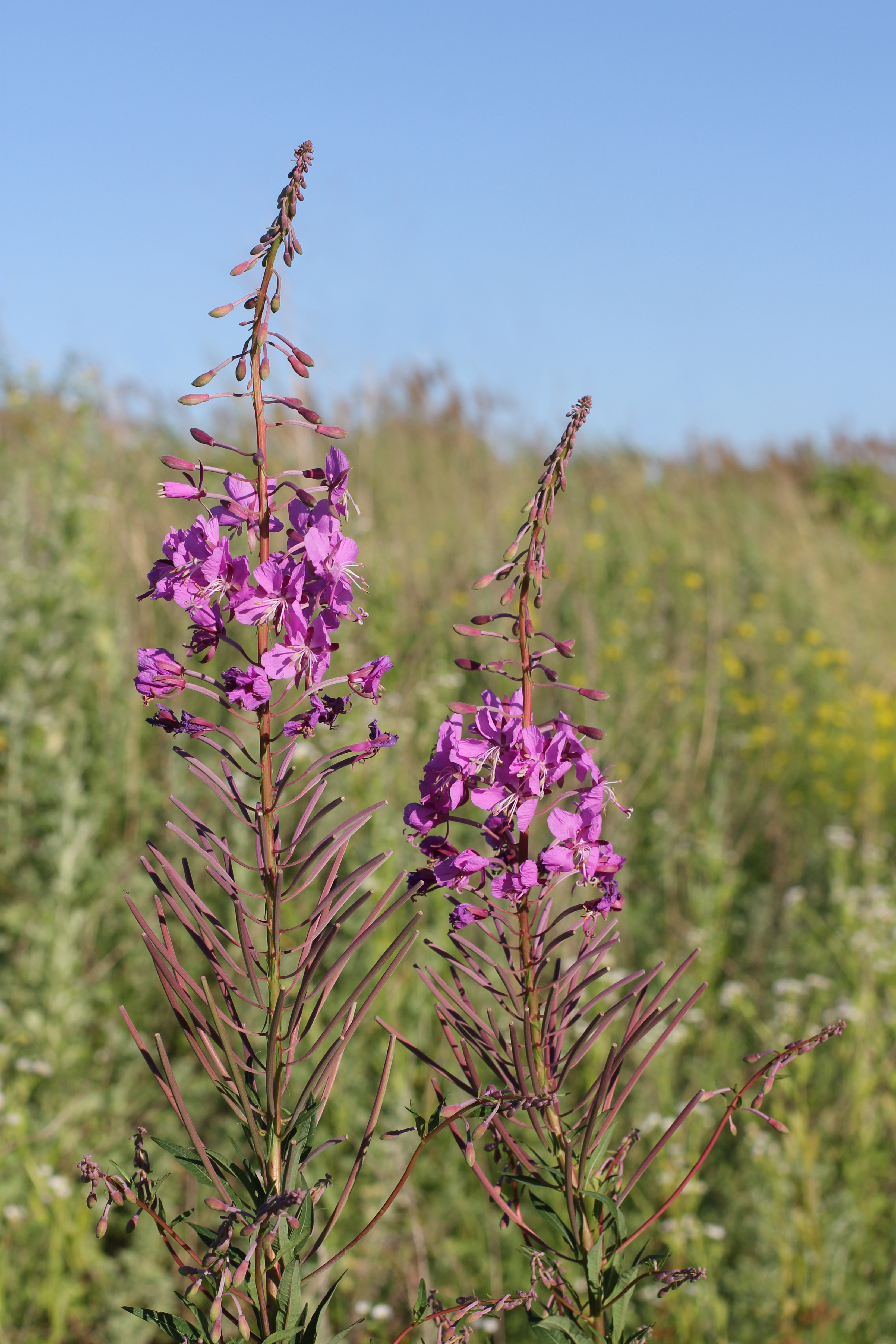
Хамеріон вузьколистий 2012 G1

#### Вогнище
Корінні народи, такі як плем'я узбережжя цімшіан, регулярно використовують Chamerlon angustifolium, найбільш широко відомий як костриця, як підсолоджувачі в індіанському морозиві. Вони також використовували зовнішню частину стебла як збивач для мильних ягід.
Коріння вогнівки має гіркуватий смак, а пелюстки мають гостро-солодкий смак. Пелюстки — це частина, яку збирають для виготовлення підсолоджувачів.

#### Лампочка Camas
Цибулина Камас є частиною трави Camassia quamash, яку корінні народи використовували по-різному. Після того, як цибулину запекли або відварили, її можна їсти як запечену солодку картоплю, але з солодшим смаком. Потім її можна подрібнити та змішати зі збитим sxusem, щоб надати йому солодший смак і твердішу текстуру.

### Сучасні підсолоджувачі

#### Тростинний цукор
Коли перші європейські торговці представили цукор, він змінив харчові звички жителів прибережних корінних народів, оскільки він був для них унікальним смаком, а згодом став цінним інгредієнтом. Його змішували з індіанським морозивом, але було сказано, що занадто багато зіпсує смак.

## Процес збивання
Плем'я Томпсона використовувало тимберграс (Calamagrostis rubescens) як для сушіння, так і для збивання ягід, а також використовувало кору клена Скелястих гір як збивач Деякі племена також збивали мильну ягоду з пучками внутрішньої кедрової кори, гілками наперстку або гілками салалу в мисках з березової кори. Збивати їх таким чином потрібно близько десяти хвилин, якщо збивати швидко.
Ягоди поміщають у велику миску, яка не містить олії чи жиру, і змішують із підсолоджувачем. Суміш ягід подрібнюють і енергійно збивають на зразок вершків, щоб підняти типову піну для sxusem солодощів.
Подібно до збивання яєчних білків, піноутворення зменшується за наявності ліпідного забруднення (жиру, яєчного жовтка тощо). Піна залежить від здатності молекул поверхнево-активної речовини (сапоніни в мильній ягоді, денатуровані білки в яєчному білку) зв'язуватися одна з одною та створювати гідрофобну взаємодію на межі розділу. Коли наявні ліпіди, вони перешкоджають цій взаємодії та знижують в'язкопружність піни.

## Харчова цінність
У 125 мл (100 г) індійського морозива, в середньому за всіма поширеними рецептами, міститься 37 г жиру, 7 г білка, 130 г мг кальцію та невеликі сліди заліза, вітаміну А, тіаміну та рибофлавіну.
125 мл (50 г) ягід містить лише 1 г білка, 10 мг кальцію та сліди жирів. Щоб досягти вищезазначеного харчового профілю, використовуваний рецепт індіанського морозива, ймовірно, містить інгредієнти, які відрізняються від традиційного рецепту, який може включати молоко, яйця, горіхи та сухофрукти.

## Споживання
Консистенція десерту коливається від рідкої пінистої рідини до густої піни, яка визначається кількістю доданої в рецептуру води. Корінні народи, які походять із тихоокеанського північно-західного регіону, штату Орегон, Верхня Танана та Флетхед, вважають за краще використовувати більшу кількість води, щоб отримати пінний напій. Такі регіони, як Clallam, Coeur d'Alene, Bella Coola та Аляска, більше знайомі з консистенцією своїх десертів, схожою на морозиво, що виходить завдяки використанню невеликих об'ємів або навіть відсутності води в їхніх рецептах.
Один із варіантів рецепту передбачає додавання снігу, приправленого копченим жиром гірського козла, після збивання ягід для додання додаткового аромату. Для цього свіжий сніг упаковують у пористий кошик і підвішують високо над землею. Безпосередньо під ним на поверхні розпеченої скелі розміщується жир. Коли дим від варіння жиру піднімається до кошика, сніг просочується ароматом жиру гірських козлів. Сучасні варіації можуть передбачати додавання фруктів, таких як банани або малина, після збивання, щоб підвищити солодкість десерту.

## Надмірне споживання
При споживанні у великих кількостях сапоніни можуть призвести до блювоти, діареї, а в крайніх випадках — до паралічу та смерті. Однак токсичність надзвичайно рідкісна, коли доза LD50 лежить між 50 і 100 мг/кг і типове споживання членами сім'ї Великобританії у 15 років мг на добу. Наслідки тривалого впливу можуть включати гіпертензію, мляву квадриплегію та гіпокаліємію серед інших. Малоймовірно, що індіанське морозиво буде споживатися в таких великих кількостях, щоб викликати ці стани.
Враховуючи, що індіанське морозиво складається в основному із повітря, що затримується, більш імовірним наслідком надмірного споживання є аерофагія, дискомфорт у животі, який виникає через ковтання занадто великої кількості повітря. Вважається, що техніка видування бульбашок з морозивом у роті знижує ймовірність аерофагії.

## Збирання врожаю
Рослини мильної ягоди існують як чоловічі, так і жіночі рослини, однак тільки жіночі дають ягоди. Коли мильна ягода дозріє для збирання, вона матиме різноманітні характерні риси. Перший — це колір, який має відтінки між помаранчевим і червоним і трохи напівпрозорий. Друга ознака, на яку слід звернути увагу перед збиранням врожаю, це розмір мильної ягоди. Стигла мильна ягода має діаметр приблизно 1/4 дюйма або менше. Третьою визначальною характеристикою стиглої мильної ягоди є її текстура. Якщо розчавити, стиглі ягоди утворять мильну піну. Нарешті, смак можна використовувати як міру стиглості. Через гіркий смак мильну ягоду можна вважати готовою до збору через смак. Мильну ягоду збирають у сухих районах протягом літніх місяців у липні, серпні та вересні.
Після дозрівання мильні ягоди збирають не збиранням вручну з куща, а за допомогою гілки як інструменту для збивання стиглих ягід на збірну ковдру під кущем. Цей метод гарантує, що для використання будуть зібрані лише ягоди, які володіють зазначеними раніше характеристиками.

## Сапоніни

### Роль у біології

Грижовий сапонін I

Сапоніни — це хімічна сполука, яка надає мильним ягодам гіркий смак і характерну піноутворюючу здатність. Будучи компонентом коренів, стебел, листя, квітів і плодів чагарнику, він слугує захистом від росту бактерій і грибків, а також від пошуку їжі комахами і дрібними тваринами.

### Роль у колоїдних дисперсіях: піна
Сапоніни складаються з полярних груп цукру та неполярних груп стероїдів або тритерпенів. Це дозволяє сапонінам, як і іншим поверхнево-активним речовинам, зменшувати міжфазний (або поверхневий) натяг, який спостерігається на межі розділу масло-вода або повітря-вода. В індіанському морозиві знижений міжфазний натяг стабілізує піну, значно підвищуючи спінюваність водного розчину.
У цій якості саме сапоніни, які містяться в мильній ягоді, дозволяють формувати індіанське морозиво. Подібно до збивання яєчного білка, перемішування мильних ягід вводить повітря в розчин. Без поверхнево-активної речовини, як-от денатурованих білків яєчних білків або, в даному випадку, сапонінів, повітря швидко виходить, і суміш повертається до розчину. Однак завдяки стабілізації межі розділу дисперсної та безперервної фаз піни повітря залишається у пастці у перемішаному ягідному розчині.
У порівнянні з лаурилсульфатом натрію (SLS), звичайним синтетичним миючим засобом, сапоніни досягли лише 37 % висоти SLS-піни, але подібну стійкість до гниття після утворення. Це свідчить про те, що деякі властивості сапонінової піни можна порівняти з синтетичною піною.

## Додаткове використання
Екстракцію сапоніну можна здійснити різними способами. Один із найпоширеніших методів обробки мильної ягоди починається з подрібнення ягід, потім замочування їх у воді з подальшою обробкою рідини мильної ягоди за допомогою аерованого процесу, що призводить до утворення бульбашок. Нарешті, бульбашки можна зібрати та залишити для застигання для утворення екстракту сапоніну. Цей екстракт сапоніну потім можна використовувати для багатьох додаткових цілей.
Мильні ягоди використовують у кількох цілях, окрім ключових інгредієнтів популярного індіанського морозива. Такі види використання включають миючий засіб для прання, шампунь і мило. Мильні ягоди можуть діяти як промислові емульгатори, зволожувачі або піноутворювачі, і, отже, можуть використовуватися як інгредієнти в багатьох продуктах для гігієнічних цілей. Сапоніни з природних джерел, таких як мильні ягоди, наразі схвалені для напоїв у ЄС для стабілізації деяких пін для напоїв.
Крім того, деякі фармакологічні ефекти, такі як молюскоцидну протизапальну, протимікробну, антигельмінтну, антидерматофітну, протикашльову та цитотоксичну дію, були продемонстровані у сапонінів рослин.

## Зберігання
Традиційно мильну ягоду сушили на сонці та зберігали в кедрових ящиках, покритих листям наперстку для захисту. Наразі їх можна заморожувати в добре упакованих ємностях або консервувати в консервну банку шляхом термічної обробки. Контейнери, які використовувалися для зберігання цих ягід, не використовувалися для приготування їжі чи будь-яких інших цілей, щоб жир не контактував з ними.